# Băcșeni, Nisporeni
Băcșeni este un sat din cadrul comunei Boldurești din raionul Nisporeni, Republica Moldova.

## Istoria localitații
Satul Băcșeni a fost menționat documentar în anul 1629. Denumirea satului vine de la râul Bâcșeni ce-și duce apele în râul Prut prin valea Boldurești. Se presupune că satul a fost întemeiat de niște țărani din Vărzărești, trecuți cu traiul pe malul râușorului Bîcșeni.

## Geografie
Satul are o suprafață de circa 0,71 kilometri pătrați, cu un perimetru de 4,05 km. Distanța directă până în or. Nisporeni este de 18 km. Distanța directă până în or. Chișinău este de 94 km.

## Demografie
La recensământul din anul 2004, populația satului constituia 720 de oameni, dintre care 48,89% - bărbați și 51,11% - femei.

### Structura etnică
Structura etnică a localității conform recensământului populației din 2004:
| Grup etnic                           | Populație | % Procentaj |
| ------------------------------------ | --------- | ----------- |
| Băștinași declarați Moldoveni/Români | 715       | 99,31%      |
| Ucraineni                            | 2         | 0,28%       |
| Ruși                                 | 2         | 0,28%       |
| Ruși                                 | 1         | 0,13%       |
| Total                                | 720       | 100%        |